# Garrison (Minnesota)
Garrison és una població dels Estats Units a l'estat de Minnesota. Segons el cens del 2000 tenia 213 habitants.

## Demografia
Segons el cens del 2000, Garrison tenia 213 habitants, 113 habitatges, i 48 famílies. La densitat de població era de 76,9 habitants per km².
Dels 113 habitatges en un 11,5% hi vivien nens de menys de 18 anys, en un 35,4% hi vivien parelles casades, en un 1,8% dones solteres, i en un 57,5% no eren unitats familiars. En el 44,2% dels habitatges hi vivien persones soles el 19,5% de les quals corresponia a persones de 65 anys o més que vivien soles. El nombre mitjà de persones vivint en cada habitatge era d'1,88 i el nombre mitjà de persones que vivien en cada família era de 2,67.
Per edats la població es repartia de la següent manera: un 15% tenia menys de 18 anys, un 4,2% entre 18 i 24, un 22,5% entre 25 i 44, un 32,4% de 45 a 60 i un 25,8% 65 anys o més.
L'edat mediana era de 52 anys. Per cada 100 dones de 18 o més anys hi havia 118,1 homes.
La renda mediana per habitatge era de 23.750 $ i la renda mediana per família de 36.250 $. Els homes tenien una renda mediana de 25.417 $ mentre que les dones 19.000 $. La renda per capita de la població era de 19.447 $. Entorn del 10,5% de les famílies i el 14,7% de la població estaven per davall del llindar de pobresa.

## Poblacions properes
El següent diagrama mostra les poblacions més properes.